# Don Gorske
Donald A. Gorske, né le 28 novembre 1953 à Fond du Lac, dans le Wisconsin, est un recordman américain et un « Big Mac enthusiast ». Il est connu pour avoir mangé plus de 25 000 hamburgers Big Mac dans les restaurants de la chaîne McDonald's au cours de sa vie , lui assurant donc une place au sein du Livre Guinness des records en 2006. En 2018, il passe officiellement la barre des 30 000 Big Mac mangés . Il affirme que les Big Mac constituent 90 % de son alimentation solide. Gorske apparaît dans le documentaire Super Size Me (2004) et Don Gorske: Mac Daddy (2005). Il est l'auteur du livre 22,477 Big Macs (2008).

## Histoire
Gorske raconte que dès qu'il obtient sa première voiture, à l'âge de dix-sept ans, il alla chez McDonald's le 17 mai 1972, où il acheta 3 Big Mac qu'il dégusta sur place pour le déjeuner,. Il y revint ensuite deux fois ce même jour, et consomma au total 9 Big Mac le jour où il découvrit le sandwich. Il affirma plus tard avoir mangé 265 Big Mac au cours du mois, soit une moyenne de 8,5 par jour. Si cela se révélait vrai, cela équivaudrait à un apport de 4 600 calories et de 247 grammes de matières grasses par jour, soit un total de 143 100 calories et 7,7 kilogrammes de matières grasses pour un mois. Il affirme également ne boire quasiment que du Coca-Cola et, dans le documentaire Super Size Me, ne manger les frites que rarement.
 Au début, Gorske gardait toutes les boites des Big Mac qu'il consommait à l'arrière de sa voiture.
En 2003, Don Gorske a consommé 741 Big Mac, soit une moyenne de 2,03 par jour. Gorske mesure 1,87 m, pèse 84 kg, et affirme que son niveau de cholestérol est à 140. Sa consommation revendiquée de deux Big Mac par jour représente un apport de 1 080 calories, selon les informations nutritionnelles publiées par McDonald's ; ce qui ne prend pas en compte les apports occasionnés par les boissons. Pour information, le département de l'Agriculture des États-Unis recommande un apport journalier avoisinant les 2 200 calories . Gorske consomme principalement de la nourriture riche en calories, mais réussit à maintenir un poids stable en consommant moins de calories qu'un américain moyen.
Le 17 août 2008, Gorske consomma son 23 000e Big Mac dans son restaurant McDonald's favori situé à Fond du Lac. Il affirme que, depuis le jour où il a consommé son premier Big Mac, il n'y a eu que huit jours durant lesquels il n'en a pas mangé un seul. Un de ces jours fut celui où sa mère décéda, Gorske ne mangea pas de Big Mac pour respecter sa demande. Les autres jours comprennent un jour où McDonald's ne put ouvrir à cause de fortes chutes de neige, un jour de Thanksgiving, des jours où il était en voyage et ne put trouver de McDonald's, et enfin des jours où il dut rester travailler jusqu'à plus de minuit. Gorske a donc depuis entrepris de constituer un « stock d'urgence » de Big Mac dans son congélateur . Gorske affirme cependant ne pas être intéressé par le record, et affirme « Je mange des Big Mac parce que j'adore ça ! ».
Don Gorske note également où et quand il consomme ses Big Mac sur un bloc-notes qu'il conserve sur lui en permanence. Gorske a de plus conservé précieusement tous les tickets de caisse de ses Big Mac dans une boite.
Le 17 mai 2011, 39 ans jour pour jour après son premier Big Mac, il mange son 25 000e Big Mac. Selon son médecin, il est en parfaite santé et son niveau de cholestérol est à 156 .
Le 4 mai 2018, Don Gorske mange son 30 000ème Big Mac, il a battu son propre record, cette performance a été approuvée par le Guinness Book des records . Le 17 mai 2022, il célèbre son exploit d'avoir mangé un Big Mac presque à tous les jours depuis 50 ans, soit depuis mai 1972.